# Parkinsonia microphylla
Parkinsonia microphylla là một loài thực vật có hoa trong họ Đậu. Loài này được (Torr.) Rose & I.M.Johnst. miêu tả khoa học đầu tiên.

## Hình ảnh

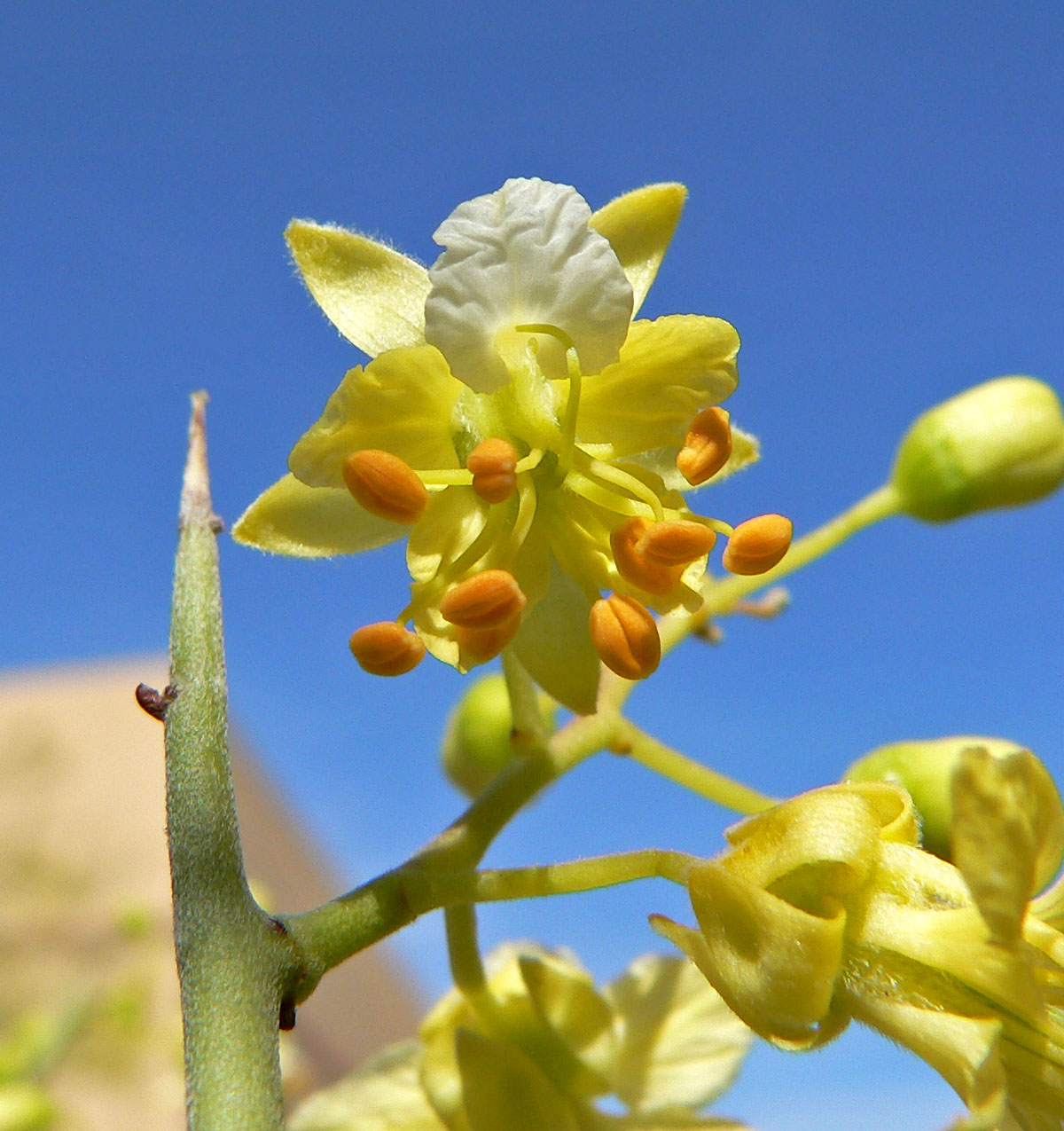
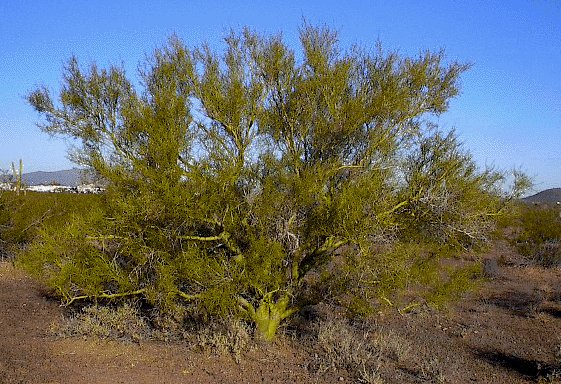
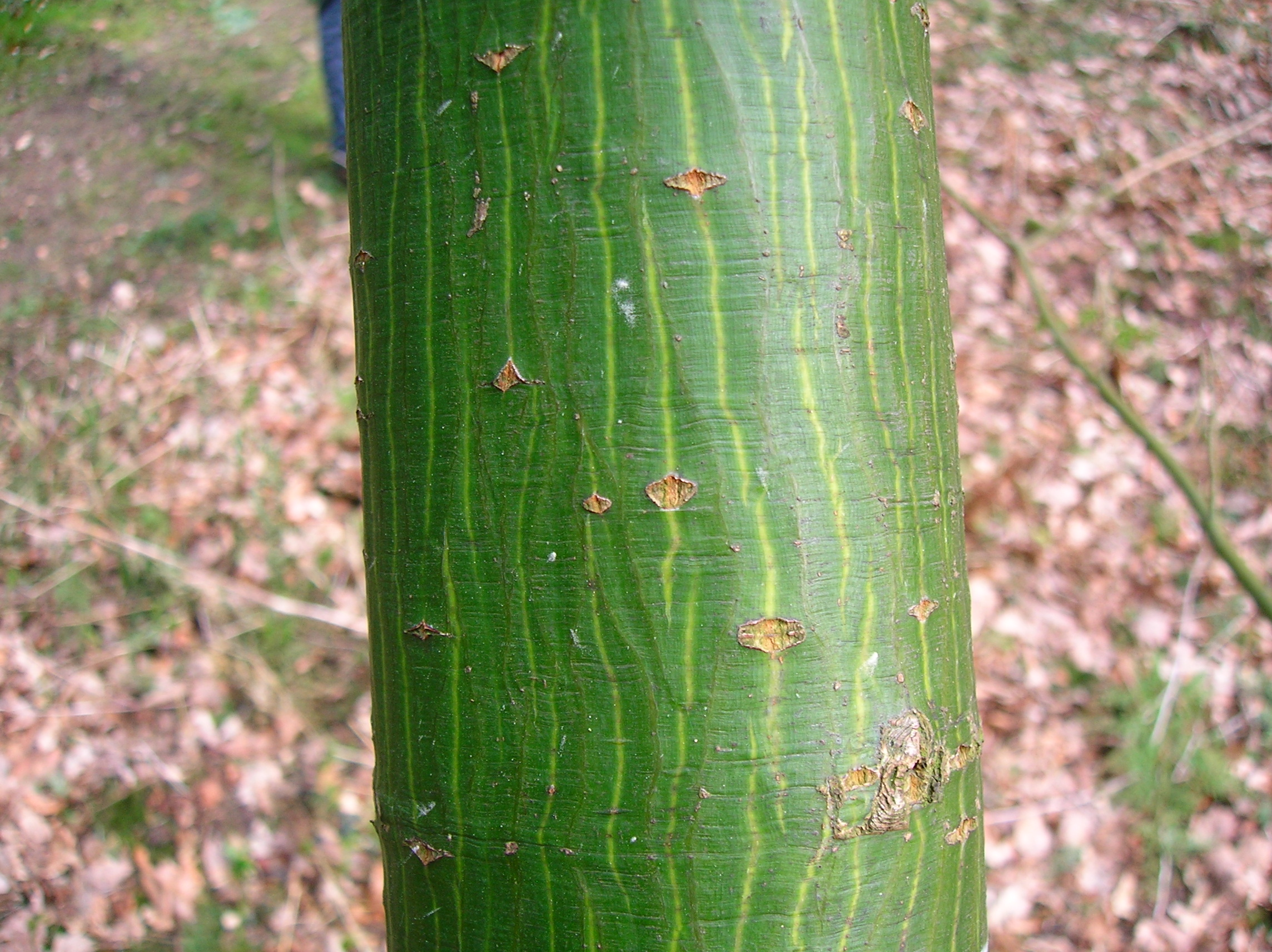
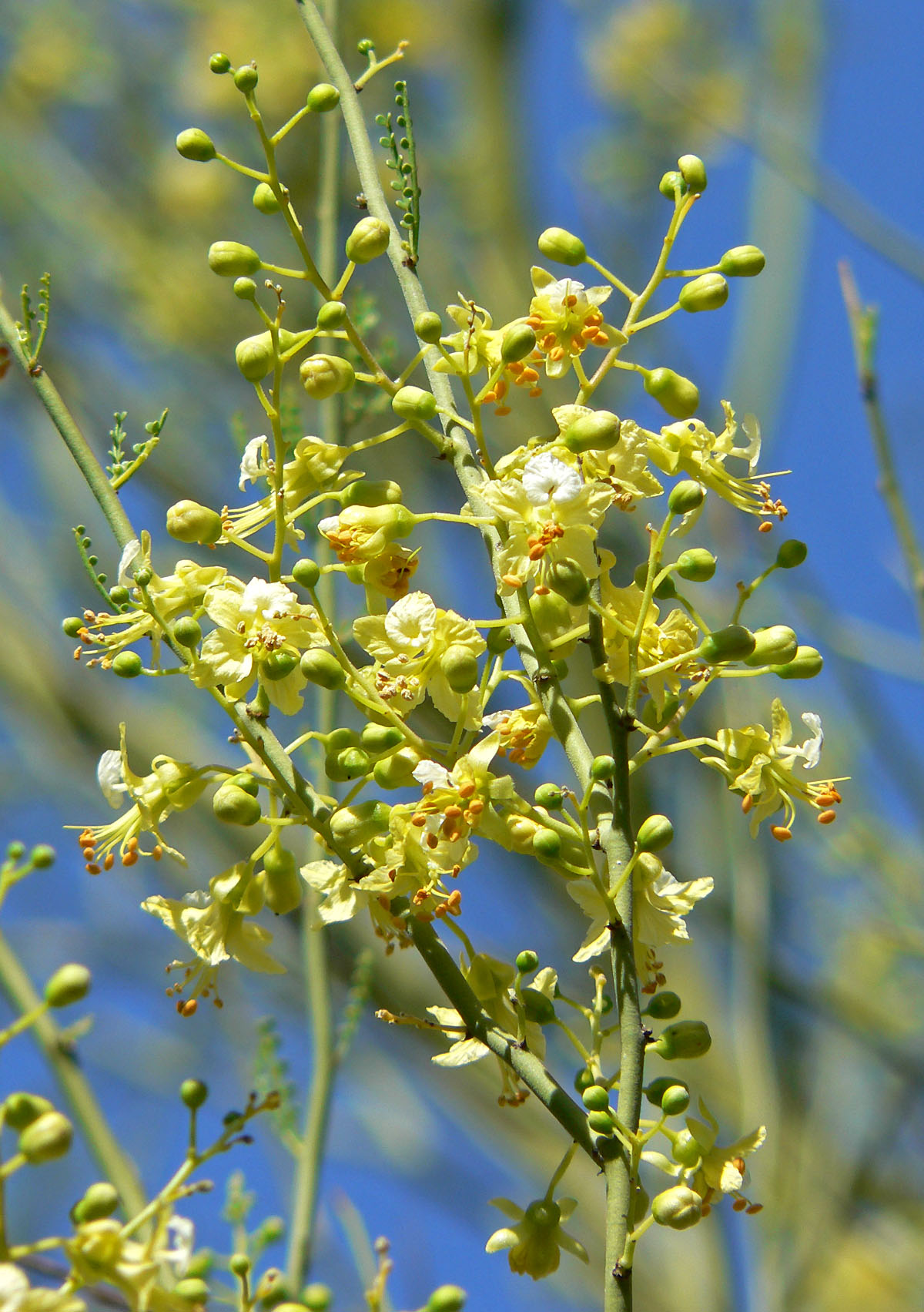